# Inigo Jones
Inigo Jones (Londres, 15 de julho de 1573 – Londres, 21 de junho de 1652) é reconhecido como o primeiro arquiteto inglês. Também fez valiosas contribuições para a cenografia e vestuário teatral.

## Vida
Pouco se sabe sobre os primeiros anos de Jones, exceto ter nascido nas vizinhanças de Smithfield, na parte central de Londres, ser filho de um alfaiate católico e ter sido batizado na igreja de São Bartolomeu Menor. Mas no final do século XVI, ele foi o primeiro inglês a estudar arquitetura na Itália, fazendo duas visitas a esse país. A primeira (1598 – 1603) provavelmente foi patrocinada por Roger Manners. A segunda (1613 – 1614) encontrou Inigo na companhia do Earl de Arundel. Ele foi influenciado pelo embaixador Henry Wotton a comprar uma cópia dos trabalhos de Andrea Palladio, que certamente foi sua maior influência.
As obras mais conhecidas de Inigo Jones são a Queen's House, em Greenwich e A Casa de Banquetes de Whitehall (1619), parte da modernização do Palace of Whitehall, que também inclui tetos pintados por Peter Paul Rubens. John Webb, genro de Jones assessorou-o nesses projetos.
Outro projeto em que esteve envolvido foi Covent Garden. Foi comissionado para construir um quarteirão residencial em volta de uma piazza italiana, que deveria incluir uma igreja e não custar muito caro. Pouco resta da igreja situada a oeste da praça.
Tanto quanto sua arquitetura, Jones foi grande também na cenografia teatral. Desenhou vestuário para Ben Jonson. Jones também introduziu cenários móveis e o arco do proscénio no teatro inglês.
Após a queda do rei Carlos I, Jones desenhou uma capela católica para Somerset House, a pedido da rainha Mary, o que lhe trouxe muitos problemas com os protestantes, e sua carreira realmente terminou com a guerra civil de 1642, passando seus últimos dias afastado. Foi enterrado na igreja de São Bento. John Denham e Christopher Wren o sucederam como arquitetos reais.

## Galeria de obras arquitetônicas

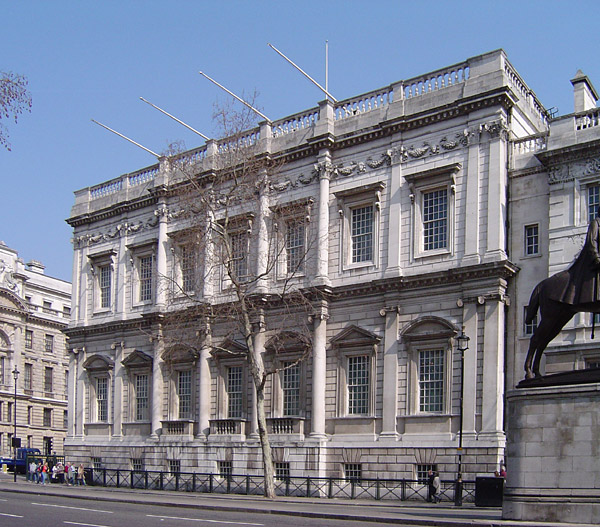
Casa de Banquetes Whitehall
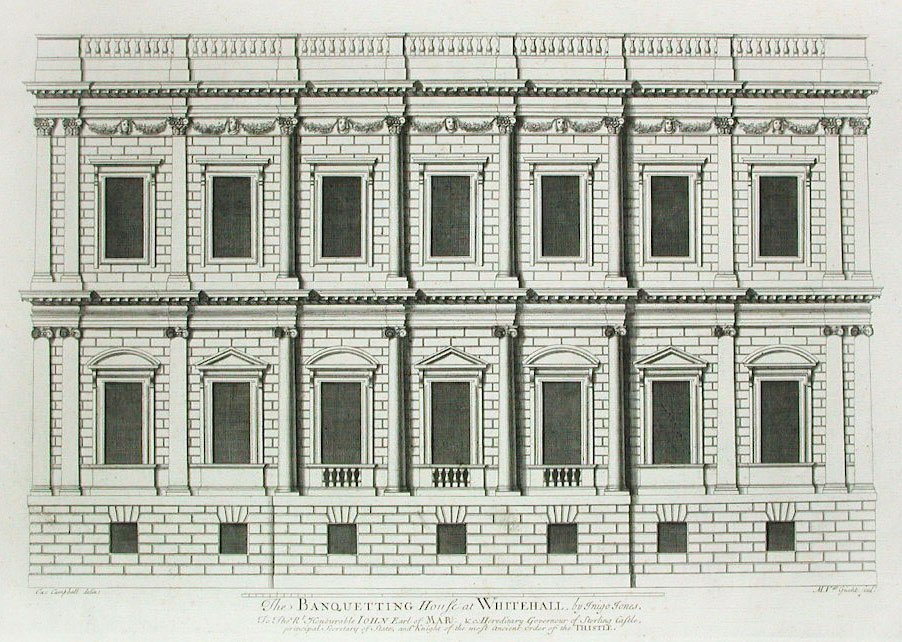
Casa de Banquetes Whitehall
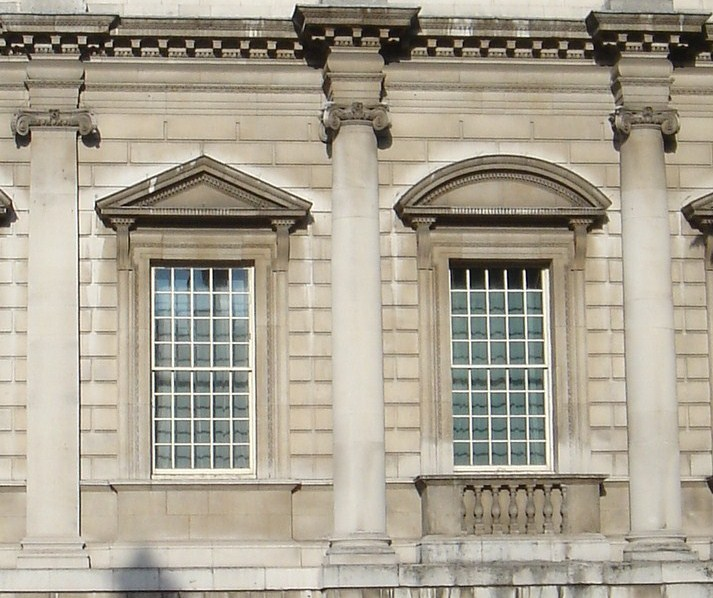
Detalhe da Casa de Banquetes Whitehall
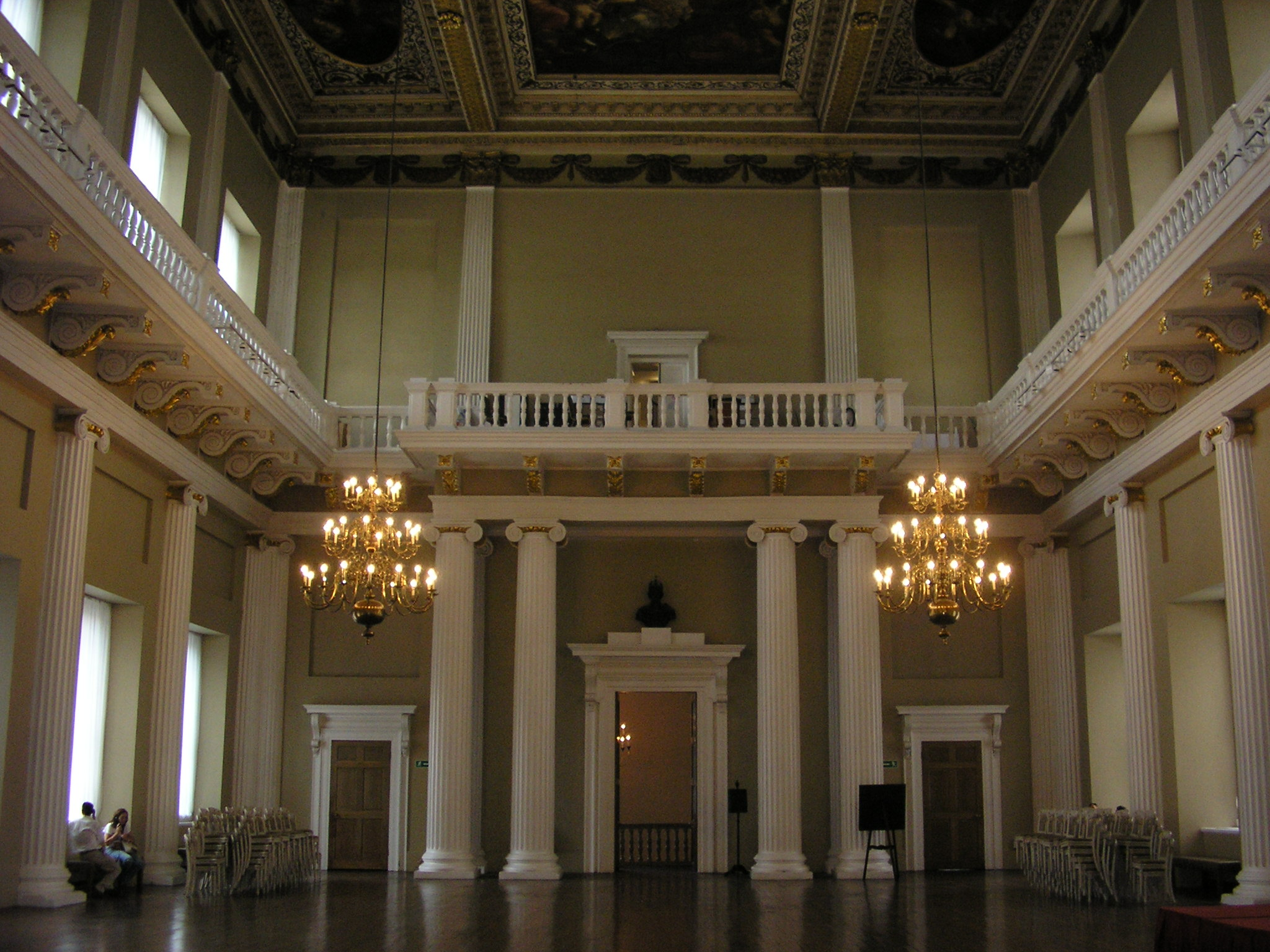
Interior voltado para o norte, Casa de Banquetes Whitehall
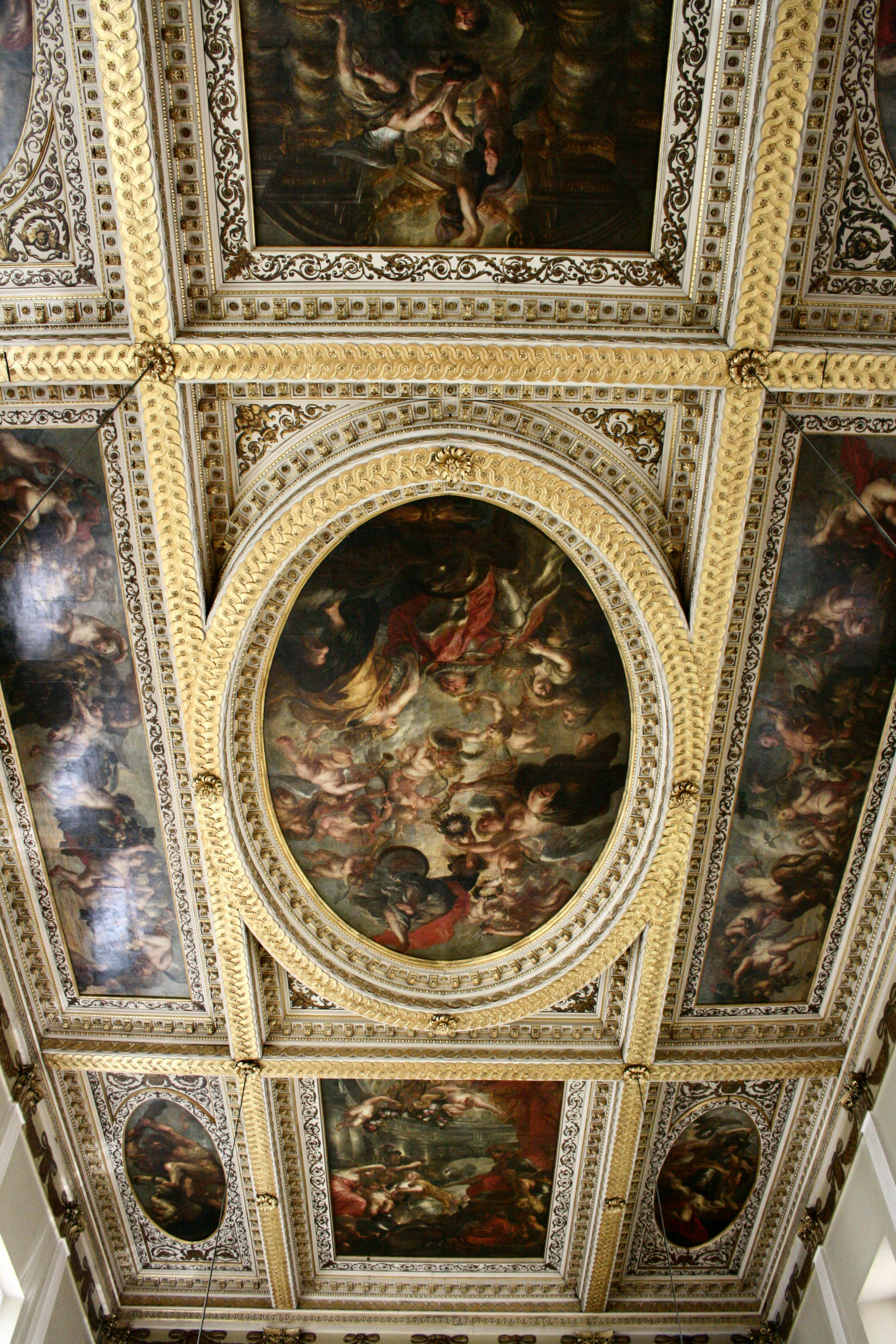
Teto, com pinturas de Rubens, Casa de Banquetes Whitehall
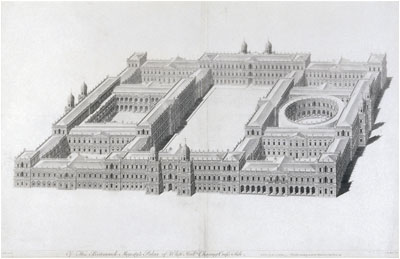
Projeto para reconstruir o Palácio de Whitehall
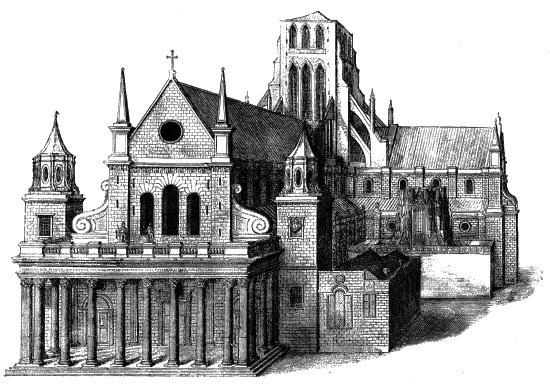
Fachada oeste, nave e transeptos, da Antiga Catedral de St. Paul, conforme remodelada por Jones
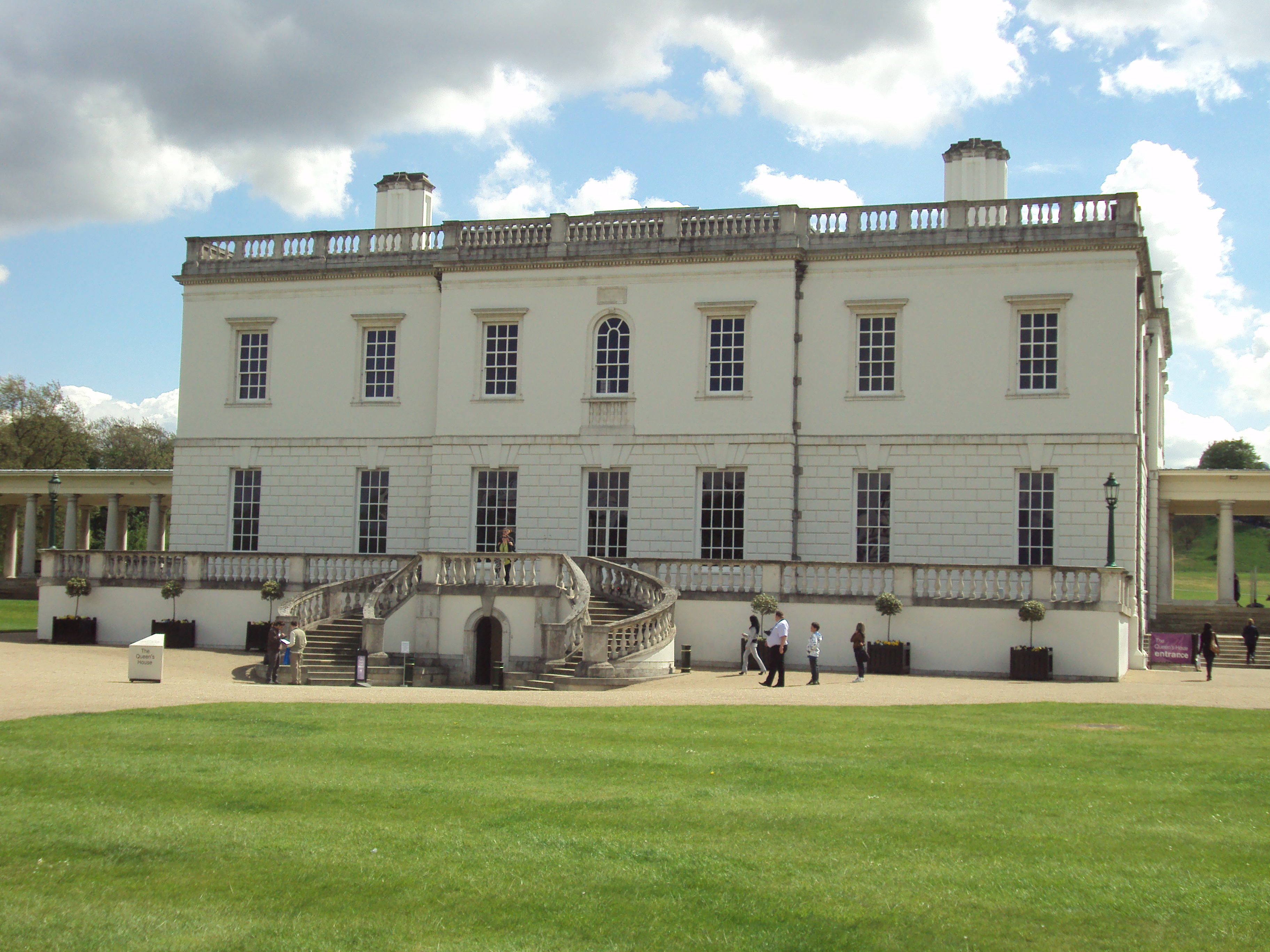
Fachada norte, Casa da Rainha, Greenwich
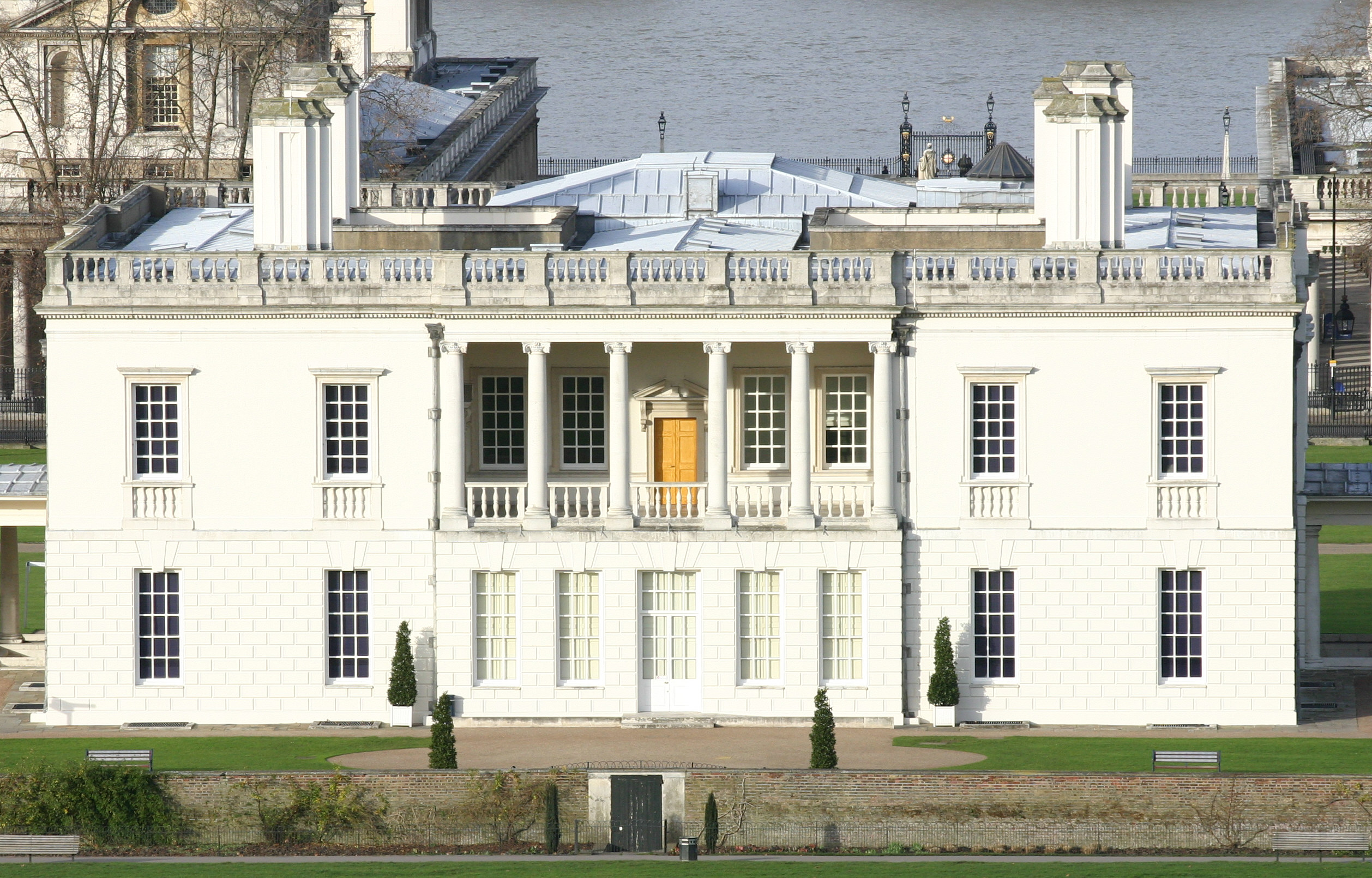
Fachada sul, Casa da Rainha, Greenwich
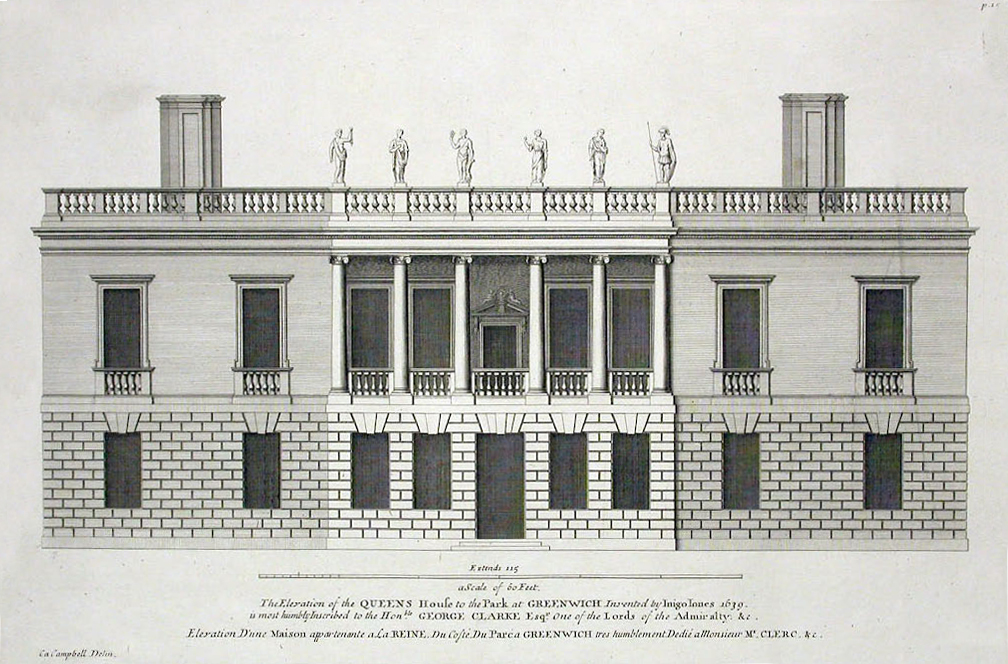
Fachada sul, Casa da Rainha, Greenwich
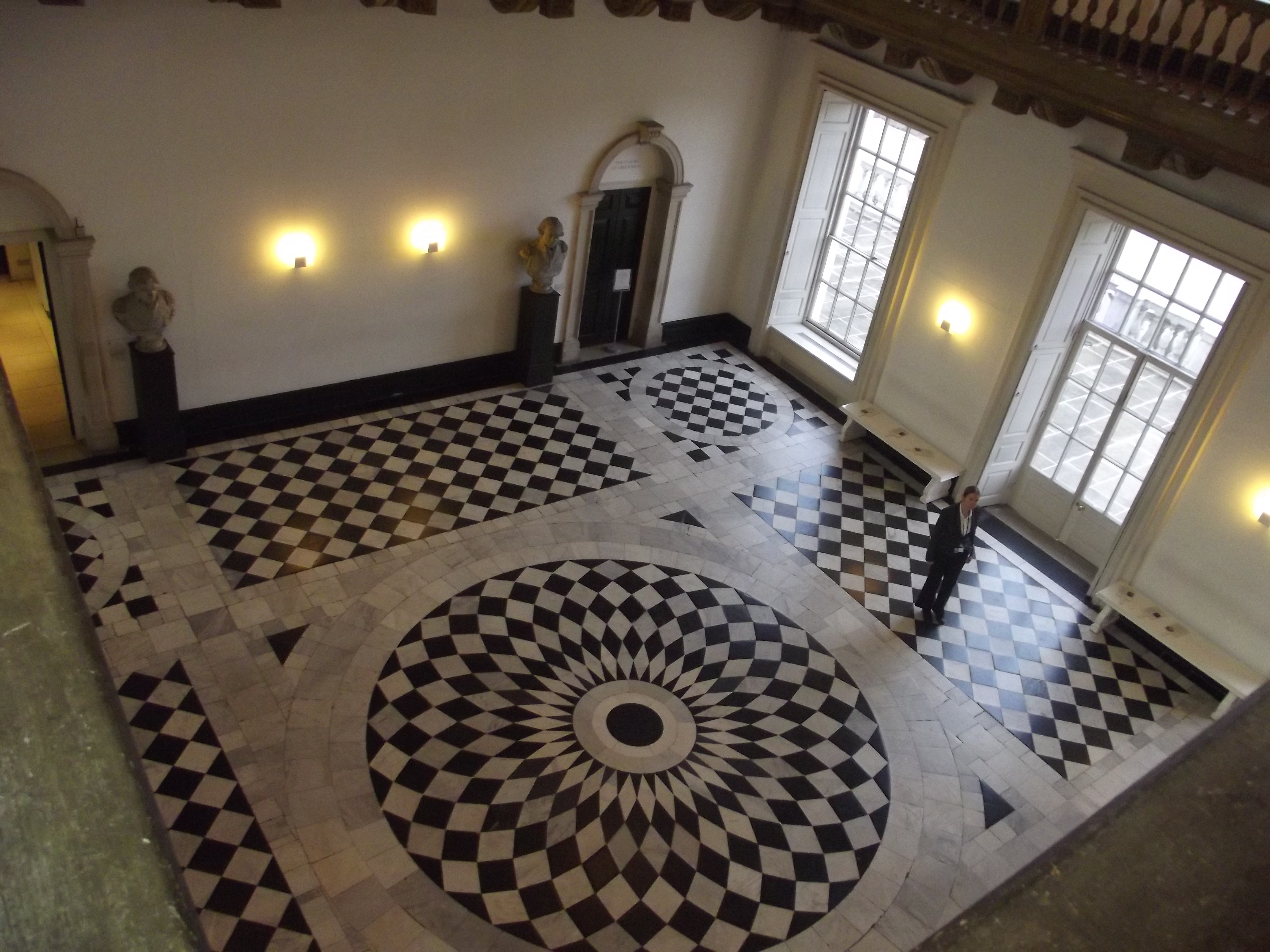
Salão Nobre, Casa da Rainha, Greenwich
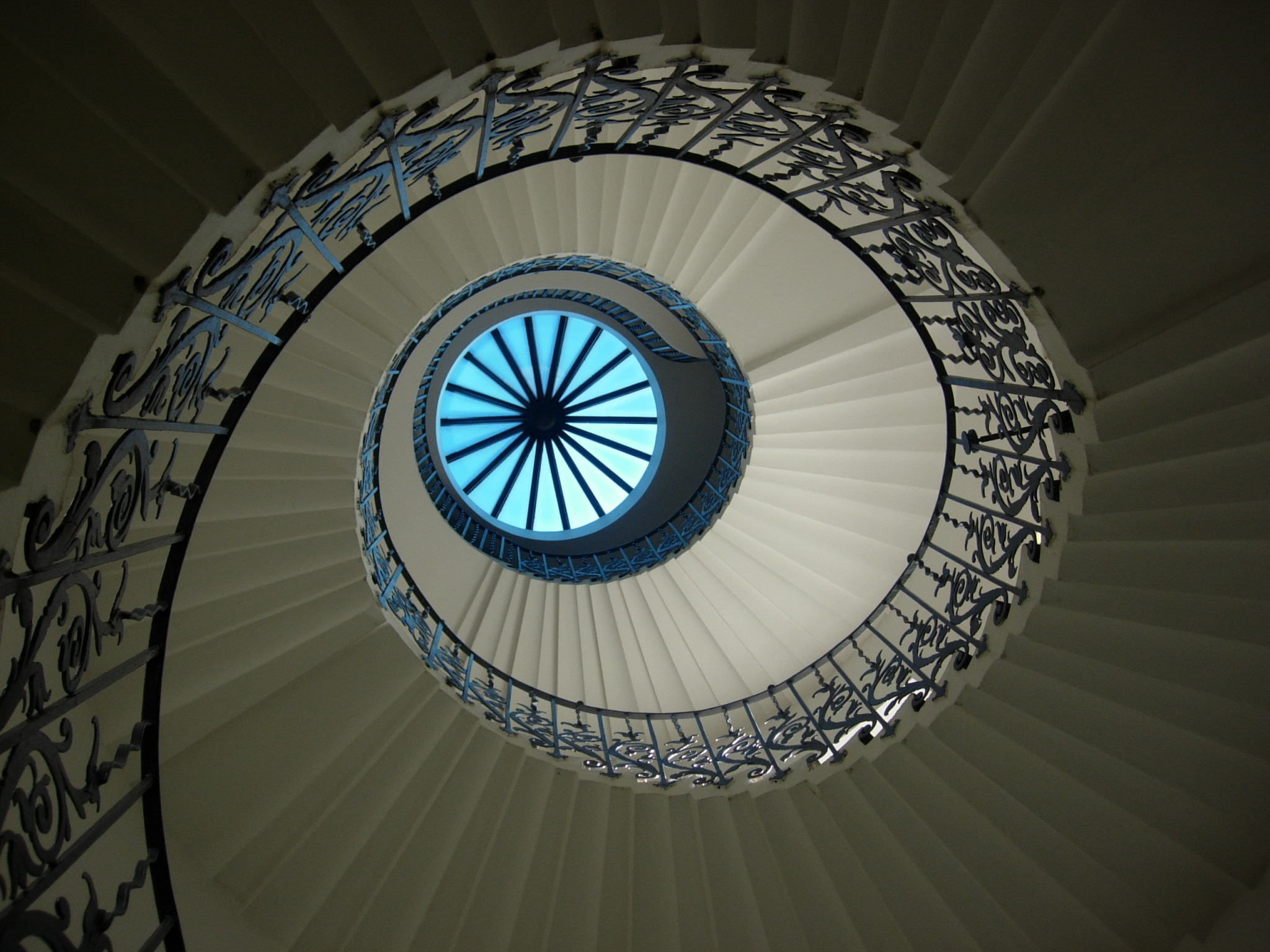
Escadaria Tulipa, Casa da Rainha, Greenwich
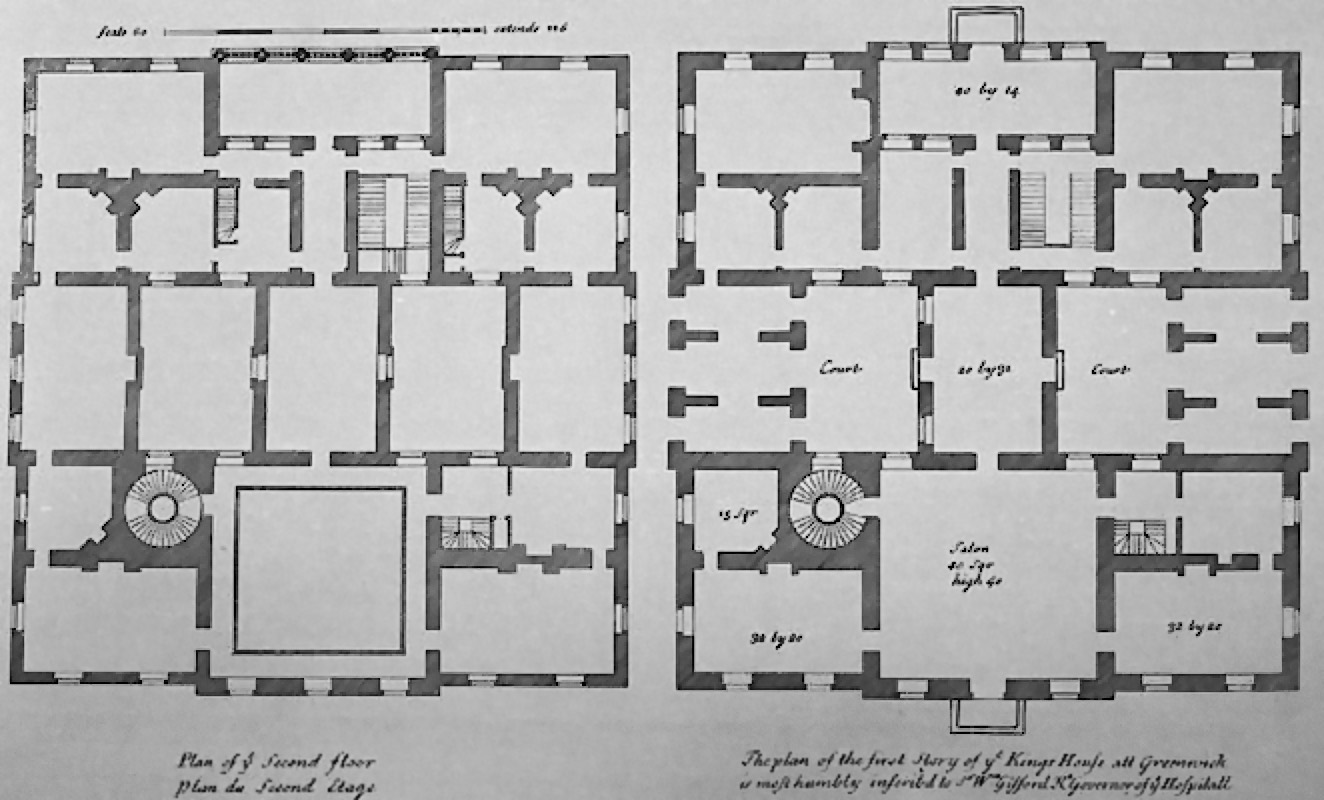
Planta, Casa da Rainha, Greenwich
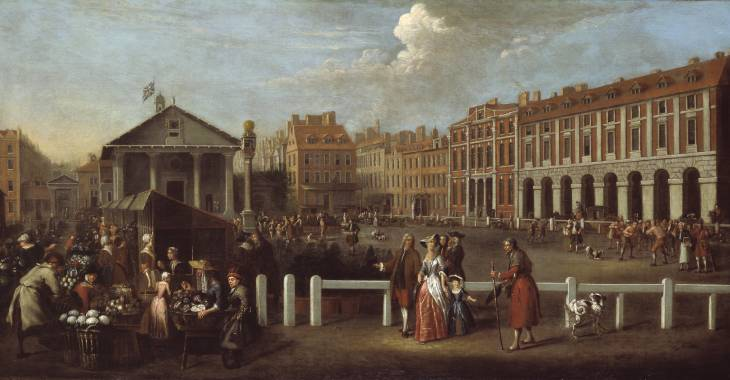
Covent Garden
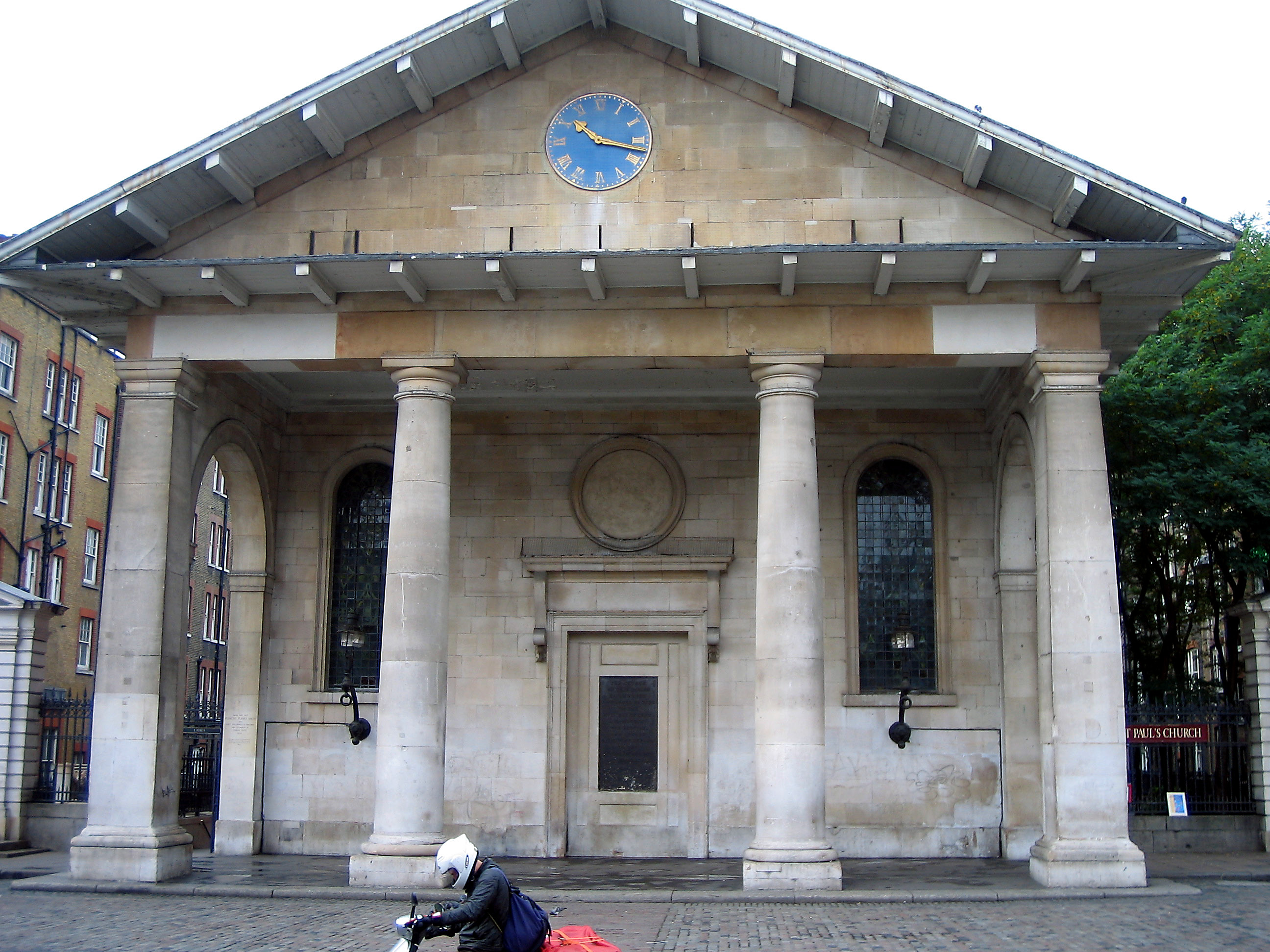
St. Paul's, Covent Garden
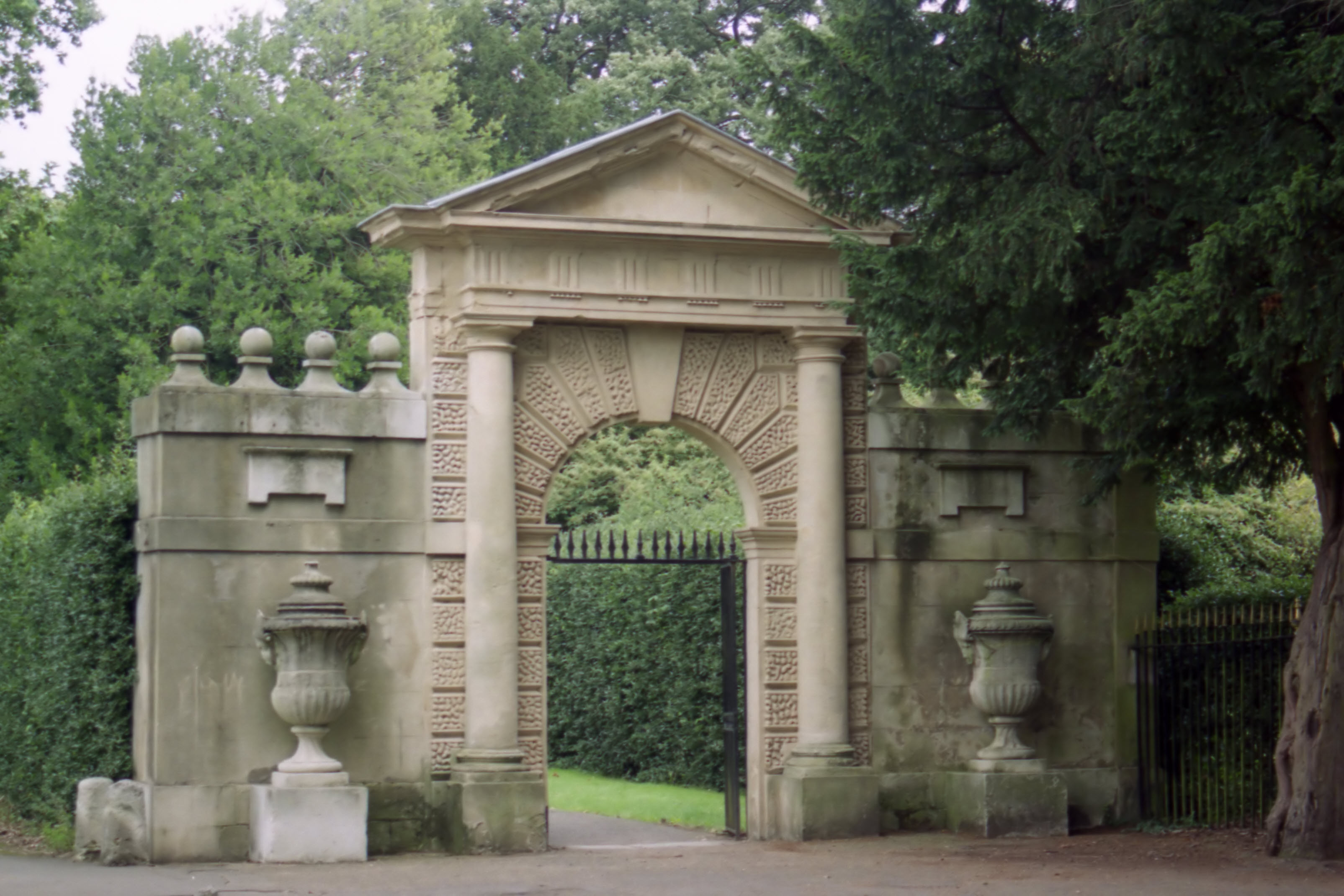
Entrada proveniente de Oatlands, atualmente em Chiswick House
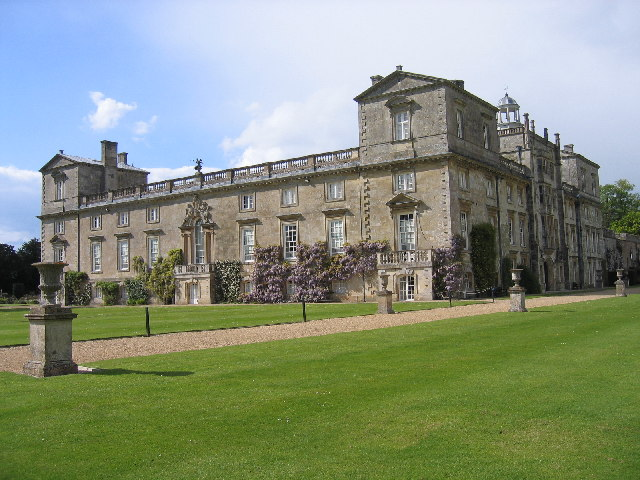
Wilton House, Wiltshire
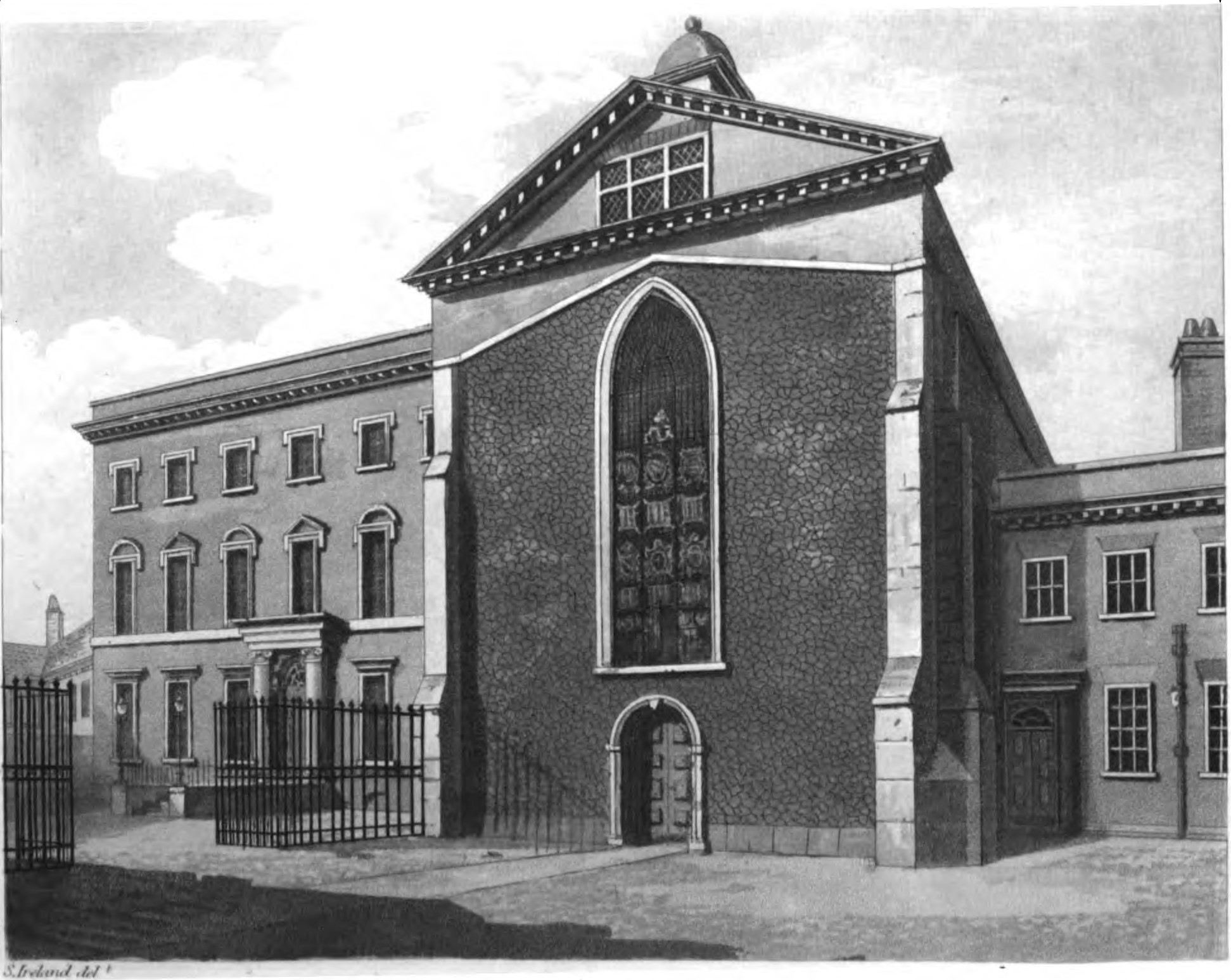
Capela Rolls e Casa Rolls, atualmente parte da Biblioteca Maughan, King's College de Londres
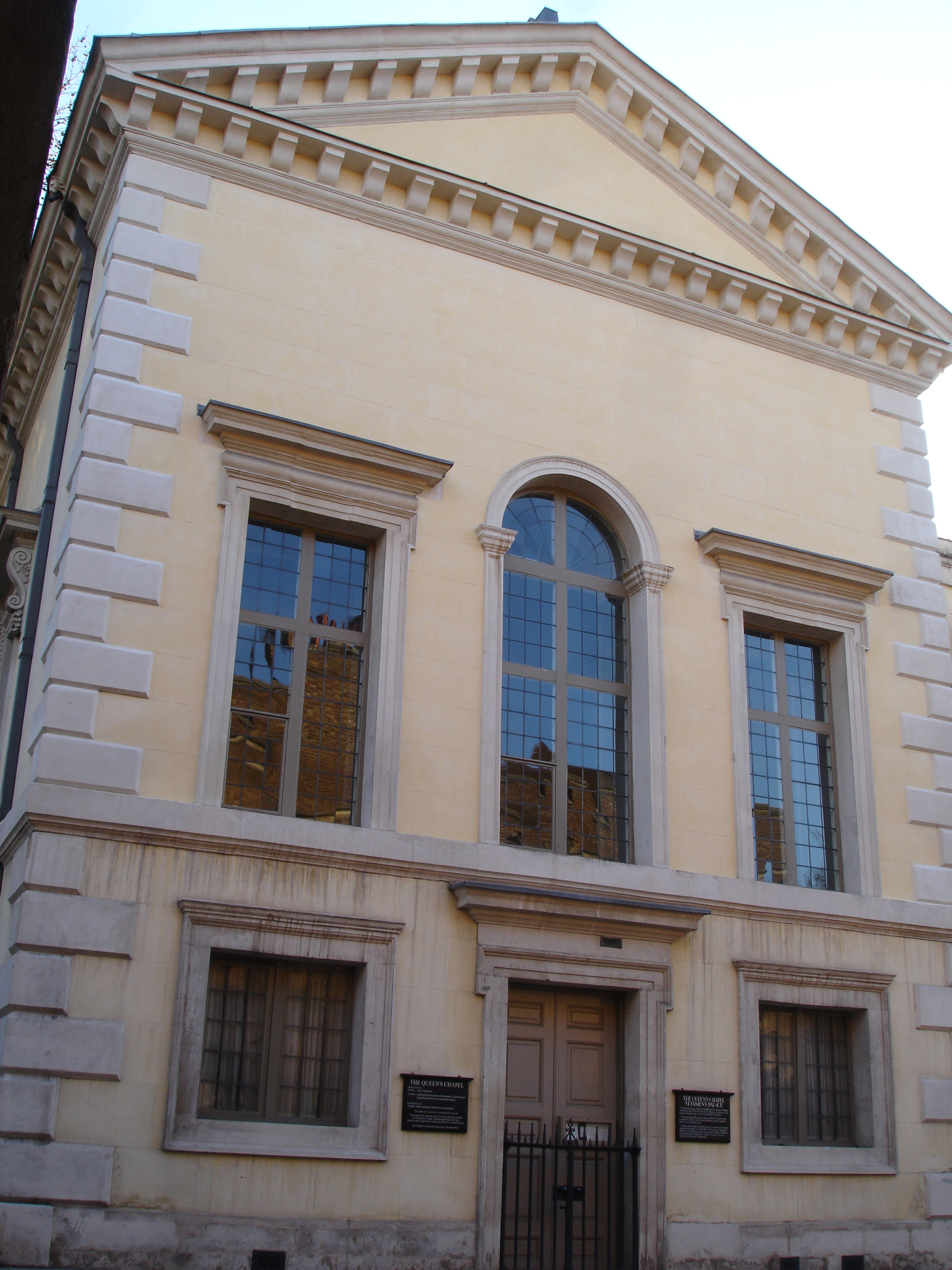
Capela da Rainha, Palácio de St. James, Londres
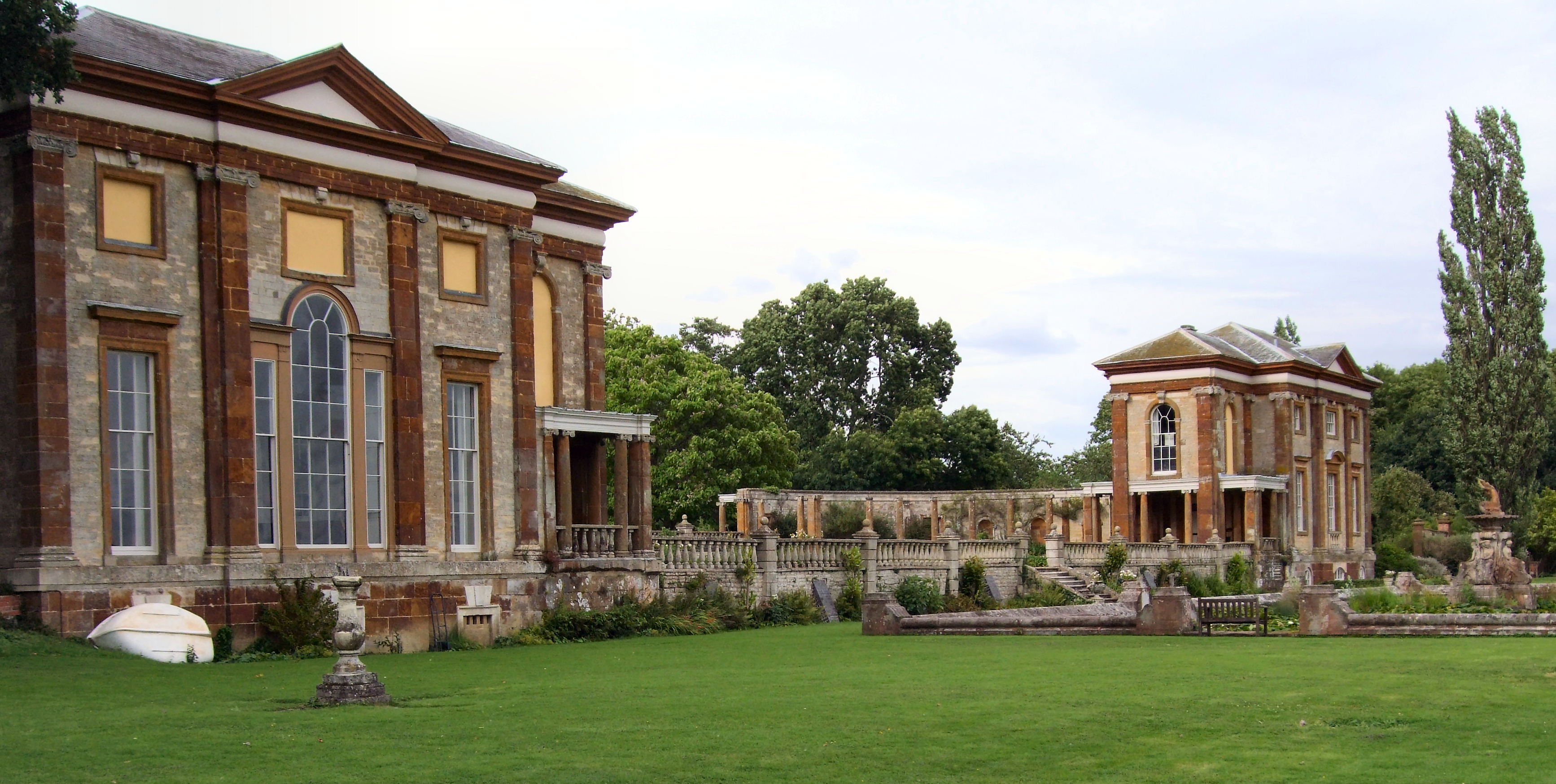
Stoke Park, atribuído